# John Lennox
John Lennox (ur. 7 listopada 1943 w Irlandii Północnej) – brytyjski matematyk, filozof nauki i apologeta chrześcijański. Jest emerytowanym profesorem Uniwersytetu w Oksfordzie, oraz członkiem Green Templeton College. 
Uważany jest za autorytet w sprawach zgodności między nauką a wiarą. Jako chrześcijanin i naukowiec regularnie bierze udział w debatach z takimi ateistami jak Peter Atkins, Richard Dawkins czy Christopher Hitchens.

## Życiorys
Tytuł magistra i doktora z matematyki zdobył na Uniwersytecie w Cambridge. Przez wiele lat pracował w Instytucie Matematyki na Uniwersytecie Walijskim w Cardiff. Otrzymał także dyplom z filozofii na Uniwersytecie Oksfordzkim, oraz magistra bioetyki na University of Surrey.
Jest autorem wielu książek na temat związków między nauką, religią i etyką. Z jego książek na język polski zostały przetłumaczone: Czy nauka pogrzebała Boga?, Zderzenie światopoglądów i Bóg i Stephen Hawking. Czyj to w końcu projekt?.

## Wybrane książki
- Subnormal subgroups of groups (współautor Stewart E. Stonehewer), ISBN 978-0-19-853552-2 (Oxford: Clarendon. 1987).
- God's Undertaker: Has Science Buried God?, ISBN 0-7459-5371-9 (Lion Books; New edition. 2009).
- Seven Days That Divide the World: The Beginning According to Genesis and Science, ISBN 0-310-49217-3 (Zondervan. 2011).
- God and Stephen Hawking: Whose Design Is It Anyway?, ISBN 0-7459-5549-5 (Lion UK. 2011).
  - 2017: Bóg i Stephen Hawking. Czyj to w końcu projekt?, tłum. Grażyna Gomola, Aleksander Gomola, W drodze, ISBN 978-83-7906155-6.
- Gunning for God: A Critique of the New Atheism, ISBN 0-7459-5322-0 (Lion UK. 2011).
- Key Bible Concepts, ISBN 978-1874584452 (Myrtlefield House. 2013).
- Against the Flow: The Inspiration of Daniel in an Age of Relativism, ISBN 0-85721-621-X (Monarch Books. 2015).
- Determined to Believe: The Sovereignty of God, Freedom, Faith, and Human Responsibility (współautor David Gooding), ISBN 978-0857218728 (Monarch Books. 2017).

## Wydania w języku polskim
- Bóg i Stephen Hawking, przeł. G. Gomola i A. Gomola, ISBN 978-83-7906-155-6, (Wydawnictwo W drodze, Poznań 2017)[3]
- Czy nauka pogrzebała Boga?, przeł. G. Gomola i A. Gomola, ISBN 978-83-7906-181-5, (Wydawnictwo W drodze, Poznań 2018)[4]